# Arizona Bill (film, 1911)
Pour les articles homonymes, voir Arizona Bill.
Pour plus de détails, voir Fiche technique et Distribution.
Arizona Bill est un film muet américain réalisé par George Melford, Robert G. Vignola et Pat Hartigan, sorti en 1911.

## Fiche technique
- Titre : Arizona Bill
- Réalisation : George Melford, Robert G. Vignola, Pat Hartigan
- Scénario : George Melford
- Producteur :
- Société de production : Kalem Company
- Société de distribution : General Film Company
- Pays de production :  États-Unis
- Langue : film muet avec les intertitres en anglais américain
- Métrage : 300 m (1 bobine)
- Format : Noir et blanc — 35 mm — 1,33:1 — Muet
- Genre : Film dramatique
- Durée : 10 minutes
- Date de sortie : 
  - États-Unis : 25 septembre 1911

## Distribution
- Jack Conway : Arizona Bill
- Ruth Roland : Nancy